# Aleksanteri Toivola
Aleksanteri Toivola (Finlandia, 4 de marzo de 1893-Helsinki, 27 de agosto de 1987) fue un deportista finlandés especialista en lucha grecorromana donde llegó a ser subcampeón olímpico en París 1924.

## Carrera deportiva
En los Juegos Olímpicos de 1924 celebrados en París ganó la medalla de plata en lucha grecorromana estilo peso pluma, siendo superado por su compatriota finlandés Kalle Anttila (oro) y por delante del sueco Eric Malmberg (bronce).